# Propsocus pulchripennis
Propsocus pulchripennis är en insektsart som först beskrevs av Robert Cyril Layton Perkins 1899.
Propsocus pulchripennis ingår i släktet Propsocus och familjen fransgaffelstövsländor. Inga underarter finns listade i Catalogue of Life.